# Csang Cseng-tung
Csang Cseng-tung (Zhang Chengdong) (egyszerűsített kínai írással: 张呈栋; Paoting (Baoding), 1989. február 9. –) kínai labdarúgó, az élvonalbeli Beijing Guoan középpályása.

## Pályafutása

### A válogatottban
2010. március 3-án mutatkozott be a kínai válogatottban, a Portugália elleni találkozón. Hivatalos bemutatkozása hazája válogatottjában 2011. október 6-án volt az Egyesült Arab Emírségek elleni 2–1-es győzelem alkalmával.

## Statisztika

### A válogatottban
| Válogatott | Év       | Mérk. | Gólok |
| ---------- | -------- | ----- | ----- |
| Kína       | 2011     | 4     | 0     |
| Kína       | 2012     | 0     | 0     |
| Kína       | 2013     | 0     | 0     |
| Kína       | 2014     | 9     | 0     |
| Kína       | 2015     | 8     | 0     |
| Kína       | 2016     | 2     | 0     |
| Kína       | 2017     | 0     | 0     |
| Kína       | 2018     | 6     | 0     |
| Kína       | 2019     | 3     | 0     |
| Összesen   | Összesen | 32    | 0     |